# Grönlandi cápa
A grönlandi cápa (Somniosus microcephalus) a porcos halak (Chondrichthyes) osztályának tüskéscápa-alakúak (Squaliformes) rendjébe, ezen belül a Somnosidae családjába tartozó faj. Akár 500 évig is élhet, ezzel a világ leghosszabb ideig élő gerinces állata.

## Előfordulása
A grönlandi cápa előfordulási területe a Jeges-tenger és a hozzátartozó melléktengerek, valamint az Atlanti-óceán északi fele.

## Megjelenése
A kifejlett állat 244-427 centiméter hosszú; a legnagyobb kifogott példány egy 640 centiméter hosszú hím volt. Ez a porcos hal legfeljebb 730 kilogrammos lehet. 41-44 csigolyája van. A tüskéscápa-alakúak között óriásinak számít. Erőteljes testfelépítése közepesen hosszú és lekerekített orrban végződik. Hátúszói kicsik; farokúszójának alsó nyúlványa hosszabb, mint a felső. A felső állcsontjában (maxilla) egymélyedéses kis fogak ülnek, míg az állkapocscsontjában (mandibula) közepes méretű, vágófogak vannak. Színezete a szürkétől a barnáig változik. A testén – példánytól függően – sötét keresztsávok vagy kis, világos pontok láthatók.

## Életmódja
Tengeri cápafaj, mely ha kell, a brakkvízben is megél. A vízfelszín és 2200 méteres mélységek között él – általában 1200 méter mélyen; főleg a partoktól távol, a nyílt vízben. Az 1-12 °C közti hőmérsékleteket kedveli. Nyugodt természetű, lassan mozgó cápafaj. A kontinentális selfterületek lakója, néha a folyótorkolatokba is beúszik. Nyílt vízi és fenéklakó halakkal táplálkozik, például különböző heringfélékkel (Clupeidae), tőkehalfélékkel (Gadidae), Lotidae-fajokkal, lazaccal (Salmo salar), Cyclopterus lumpusszal, Dicentrarchus-fajokkal és valódi rájafélékkel (Rajidae). Étlapját kiegészíti más cápákkal, fókákkal, kisebb cetekkel, tengeri madarakkal, kalmárokkal (Teuthida), rákokkal (Crustacea) – főleg felemáslábú rákokkal (Amphipoda) –, tengeri csigákkal, kígyókarúakkal (Ophiuroidea), tengerisünökkel (Echinoidea), medúzákkal (Medusozoa) és döghússal. Megfigyelések szerint a tengeri ingola (Petromyzon marinus) élősködik rajta.

## Szaporodása
Ivarérettségét körülbelül 100-150 éves korában éri el. Belső megtermékenyítés által szaporodik. Ál-elevenszülő cápafaj, vagyis kölykei a méhében kelnek ki, ezután pedig tojásevőkké válnak, azaz az anyaállat méhében levő kis cápák felfalják kevésbé fejlett testvéreiket és a meg nem termékenyített petéket. A vemhesség első felében az anyaállat rengeteg kis, meg nem termékenyített petét termel, amelyeket a méhébe juttat.

## Felhasználása
Az ipari halászata csak kismértékű, a sporthorgászok azonban kedvelik. A grönlandi cápát főleg az északi őslakosok fogják ki a maguk és szánhúzó kutyáik számára. Frissen és szárítva is fogyasztják, azonban vigyázni kell, mivel frissen mérgező lehet. Az eszkimók a bőréből csizmákat, míg az állkapocscsontjából hajvágó kést készítettek.
Bár kifejlett példánya képes lenne egy ember megölésére, de az ilyen jellegű támadások valószínűtlenek, lévén az állat hideg vizekben él, ahol nem jellemző pl. hogy úszókkal vagy búvárokkal találkozzék. Azonkívül nincs dokumentált eset arról, hogy grönlandi cápa akárcsak megtámadott volna embereket.